# Parque nacional Bosques Petrificados de Jaramillo
El parque nacional Bosques Petrificados de Jaramillo es un bosque petrificado protegido ubicado en el noreste de la provincia de Santa Cruz, en la Patagonia, Argentina. Fue creado en diciembre de 2012 con el objeto de aumentar la protección del monumento natural Bosques Petrificados.

## Características generales
Se ubica en el departamento Deseado, siendo las poblaciones más cercanas Jaramillo y Fitz Roy a 140 km al norte del yacimiento paleontológico. Hasta 2012 la protección legal solo abarcaba la extensión de 15 000 ha del monumento natural Bosques Petrificados, aproximadamente en las coordenadas 47°40′00″S 68°10′00″O / -47.66667, -68.16667. La Administración de Parques Nacionales adquirió las zonas colindantes que rodean en su totalidad el monumento natural, aumentando de este modo el área protegida.
El parque nacional Bosques Petrificados de Jaramillo rodea en su casi totalidad el área del monumento natural Bosques Petrificados, que en la práctica es la zona núcleo del área protegida combinada. Sumadas ambas superficies la protección alcanza a 78 543 ha.
Pertenece a la ecorregión estepa patagónica, cuyo clima es frío y seco con lluvias invernales inferiores a 400 mm, con fuertes vientos del oeste, veranos secos y heladas durante casi todo el año.
La intendencia del monumento natural Bosques Petrificados y del parque nacional Bosques Petrificados de Jaramillo se encuentra en la ciudad de Caleta Olivia.

## Historia
Hace 150 millones de años, en el período Jurásico medio superior, el área que ocupa este parque nacional presentaba un clima estable con abundante humedad. Se desarrollaban densos bosques con árboles gigantescos, entre los que merecen destacarse antiguos parientes de los pehuenes (araucaria). Al inicio del período Cretácico, erupciones volcánicas, que coincidieron con el inicio del levantamiento de la cordillera de los Andes, sepultaron con ceniza y lava vastas extensiones del territorio patagónico. Parte de los bosques cubiertos por cenizas fueron sometidos a procesos de petrificación.
El surgimiento de la cordillera de los Andes produjo transformaciones drásticas en el medio ambiente, al cambiar el clima de toda la Patagonia. Desde entonces, la humedad transportada por los vientos del océano Pacífico se condensa al atravesar las alturas y origina lluvias que permiten el desarrollo de los bosques andino patagónicos actuales. Los fuertes vientos continúan su camino hacia el este desecando aún más la estepa. Posteriormente, la erosión de un territorio que se fue haciendo cada vez más árido dejó al descubierto grandes sectores de estos bosques que se petrificaron con el transcurrir de millones de años, quedando inclusive algunos ejemplares en pie.
Elevaciones de escasa altitud coronadas por lava, representan los vestigios de la actividad volcánica de aquel tiempo. Un buen ejemplo de ello es el cerro Madre e Hija, un volcán extinto que se erige como figura destacada en el paisaje que se aprecia desde el yacimiento paleontológico.

### Prehistoria

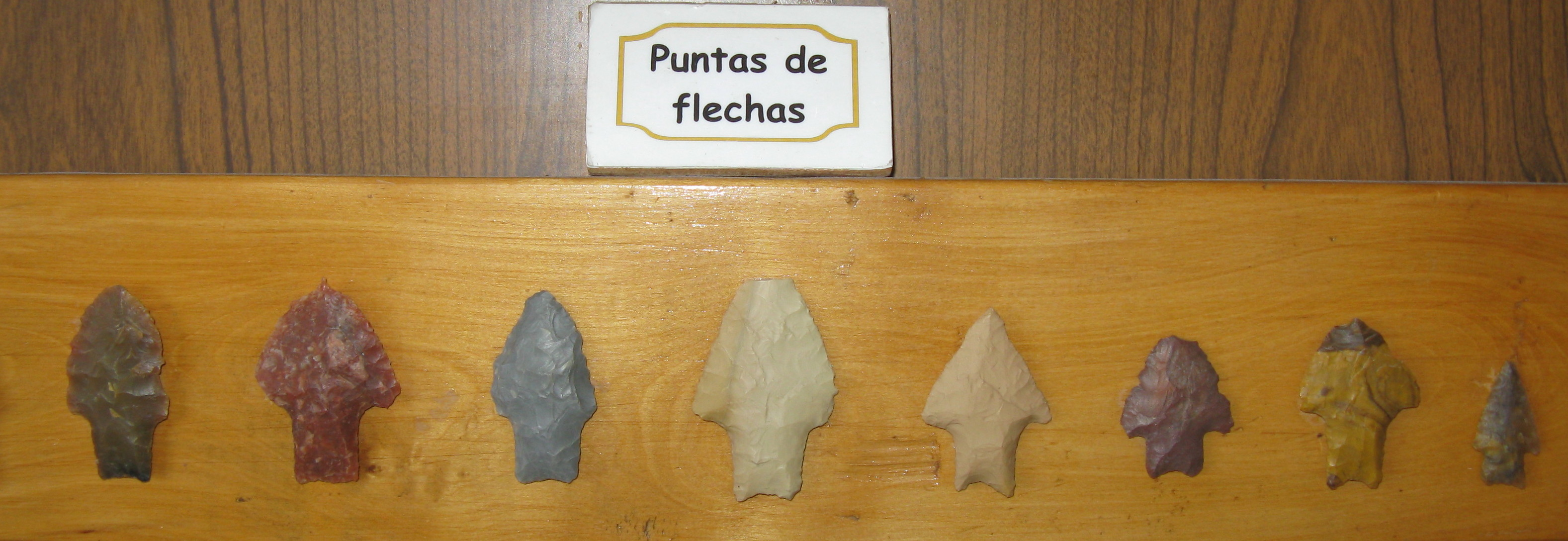
Puntas de flechas.

Hace más de 10 milenios el área fue asiento de poblaciones de cazadores-recolectores, cuyos testimonios son los diversos y numerosos tipos de asentamientos hallados: “picaderos" o talleres, campamentos base, enterratorios y canteras para la extracción de materias primas. Entre estas últimas, la madera fósil de araucarias de este parque era seleccionada para la fabricación de instrumentos de piedra. 
Para la economía de estos grupos humanos, la diversidad de microambientes del área –como vegas, lagunas temporarias de baja profundidad, cañadones, alta meseta, pastizales- ofrecía un conjunto de recursos disponibles en espacios accesibles con cortos desplazamientos: agua durante todo el año en los manantiales (pequeños oasis), reparo y leña, buena visibilidad, animales para la cacería tales como el guanaco y el choique o ñandú petiso, y una gran disponibilidad de rocas para la talla de artefactos.

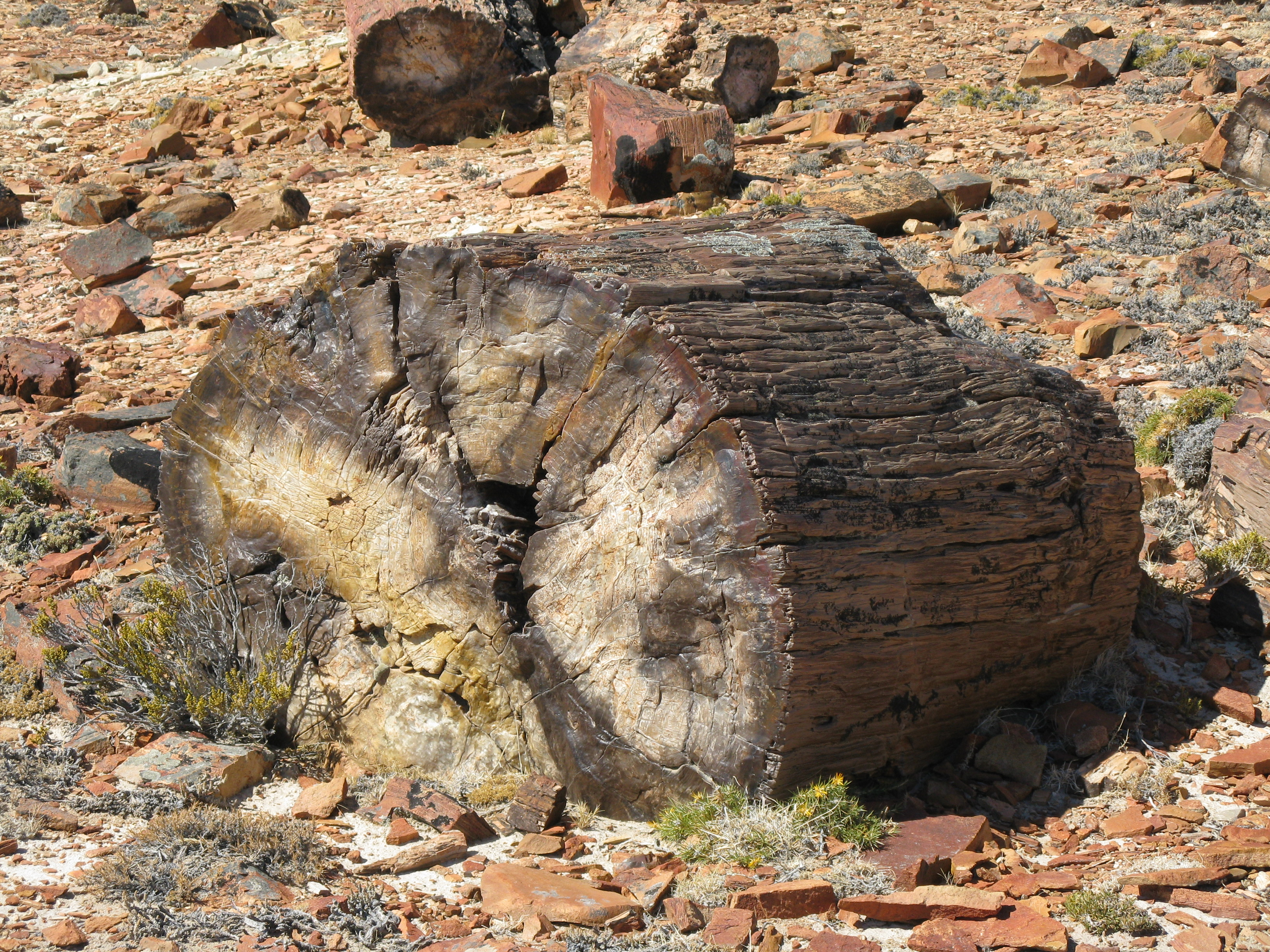
Tronco petrificado.

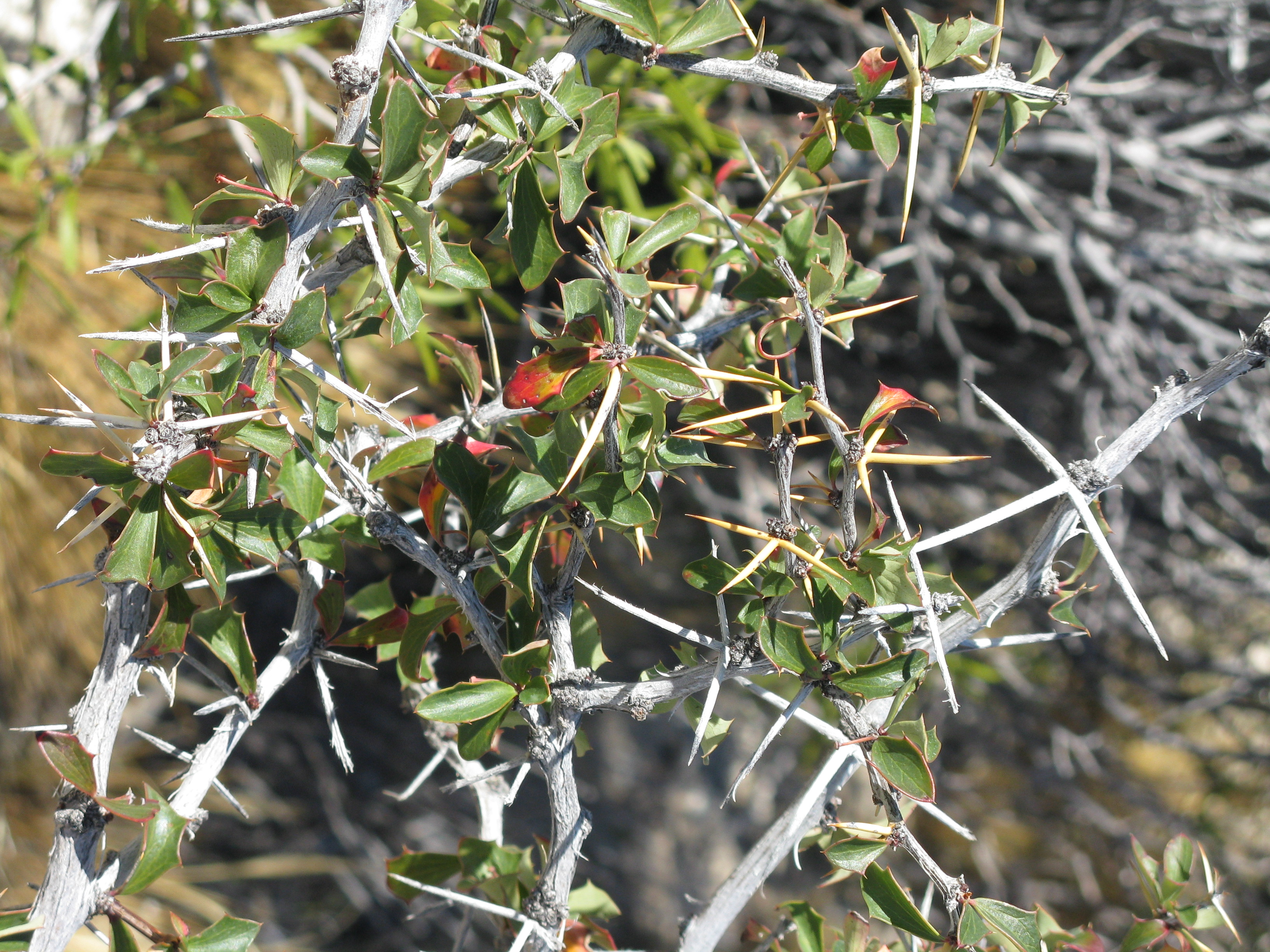
Calafate.

### Creación y legislación
El monumento natural Bosques Petrificados fue creado mediante el decreto nacional n.º 7252/1954 de 5 de mayo de 1954, cuando la actual provincia de Santa Cruz dependía del Gobierno Nacional en carácter de territorio nacional de Santa Cruz, sobre una superficie inicial de 10 000 ha, que fueron ampliadas a 15 000 ha en 1971.
En 1997 la Administración de Parques Nacionales adquirió las estancias vecinas El Cuadro (20 000 ha) y Cerro Horqueta (24 228 ha).
La ley n.º 3027 de la provincia de Santa Cruz, sancionada el 31 de julio de 2008, transfirió al Estado Nacional la jurisdicción sobre las dos estancias adquiridas por la APN y el dominio y jurisdicción de la Estancia El Bajo de 2000 ha y de otro campo de 17 315 ha para crear el parque nacional Bosques Petrificados de Jaramillo.
La ley fue promulgada parcialmente por decreto provincial n.º 2189/2008 de 25 de agosto de 2008, sancionada con texto definitivo el 27 de noviembre de 2008 y promulgada por decreto n.º 3462/2008.

ARTÍCULO 3.- La cesión a la que se refieren los Artículos 1 y 2 de la presente ley se realizan con el cargo de ampliar el Monumento Natural Bosques Petrificados y de crear el Parque Nacional Bosques Petrificados de Jaramillo y de incorporarlo al sistema creado por la Ley 22.351. Esta cesión quedará sin efecto si el Estado Nacional en el plazo de dos (2) años a partir de la sanción de la presente no sanciona la ley de Ampliación del Monumento Natural Bosques Petrificados y de Creación del Parque Nacional Bosques Petrificados de Jaramillo, en los términos del Artículo 1 de la Ley 22.351.-

El 26 de agosto de 2010 fue sancionada la ley n.º 3151, promulgada por decreto 2164/2010 de 10 de septiembre de 2010, que introdujo modificaciones y prorrogó el plazo fijado en la ley n.º 3027 para que el Estado Nacional aceptara la transferencia. Al vencerse la prórroga del plazo fue sancionada la ley n.º 3246 el 24 de noviembre de 2011 que lo prorrogó hasta el 31 de diciembre de 2012.
El 28 de noviembre de 2012 fue sancionada la ley nacional n.º 26825, promulgada el 27 de diciembre de 2012 a través del decreto n.º 2600/2012, que aceptó la cesión de jurisdicción y dominio efectuada por la provincia de Santa Cruz al Estado Nacional, creando el parque nacional Bosques Petrificados de Jaramillo y ampliando el monumento natural Bosques Petrificados.

ARTICULO 1° — Acéptase la cesión de jurisdicción y dominio efectuada por la provincia de Santa Cruz al Estado nacional mediante la ley provincial 3.027, con destino a la creación del Parque Nacional Bosques Petrificados de Jaramillo, sancionada el 31 de julio de 2008, parcialmente promulgada por decreto 2.189, de fecha 25 de agosto de 2008 (Boletín Oficial 4.222, de fecha 30 de septiembre de 2008), cuyo texto definitivo, merced a la resolución 225, dada en la Sala de Sesiones de la Legislatura de la provincia de Santa Cruz con fecha 27 de noviembre de 2008 (Boletín Oficial 4.251, de fecha 28 de enero de 2009) fue promulgado por decreto 3.462, para que el citado Estado nacional, a través de la Administración de Parques Nacionales, ejerza las competencias previstas en la ley 22.351 —Régimen Legal de los Parques Nacionales, Monumentos Naturales y Reservas Nacionales—, sobre el total de las tierras cuyos límites se describen en el Anexo I, conforme a las modificaciones de la ley provincial 3.151, promulgada por decreto 2.164, de fecha 10 de septiembre de 2010, y que se representan gráficamente en el Anexo V, “Croquis de detalle de cesión de jurisdicción y dominio”, formando ambos anexos parte de la presente ley.
 ARTICULO 4° — En cumplimiento de lo establecido en el artículo 3° de la ley de la provincia de Santa Cruz 3.027, y sus modificatorias y complementarias 3.151 y 3.246 de la provincia de Santa Cruz, y encontrándose reunidos los requisitos previstos por los artículos 1°, 3° y concordantes de la ley nacional 22.351, créase el Parque Nacional Bosques Petrificados de Jaramillo, de aproximadamente sesenta y tres mil quinientas cuarenta y tres hectáreas (63.543 ha), el que comprenderá los sectores descriptos en los artículos 1° y 2° precedentes, conforme se representan gráficamente en el Anexo VI, “Croquis de límites y ubicación del Parque Nacional Bosques Petrificados de Jaramillo y del Monumento Natural Bosques Petrificados”, que forma parte de la presente.

## Fauna y flora
La abundante fauna, protegida de posibles agresiones gracias a la constante vigilancia de los guardaparques, adoptó conductas no evasivas y en las inmediaciones del sendero de las araucarias petrificadas se pueden observar con facilidad pequeñas manadas de guanacos compuestos por un macho con su harén de hembras y sus crías, así como también algunos confiados zorros grises. Los chingolos, las agachonas y los comesebos son algunas de las aves más comunes de observar. También lagartijas de variadas y miméticas tonalidades son frecuentes en el lugar.
El camino de acceso que media desde la RN 3 hasta el área protegida, ofrece la vista del piche patagónico y el ñandú petiso patagónico. Este último es un ave de gran tamaño, plumaje pardo grisáceo salpicado de blanco, con machos polígamos y se encargan de hacer los nidos, incubar los huevos y cuidar los pichones, que suelen ser más de 20. 

Araucaria petrificada.

La flora es rala y achaparrada, adaptada a las rigurosas condiciones ambientales. La vegetación típica de la estepa patagónica adopta formas compactas y semicirculares, como cojines. Entre una amplia variedad de especies se encuentran miembros de las cactáceas de grandes flores anaranjadas hasta varios géneros de asteráceas de colores amarillos y con menos frecuencia blanco-rosados. En los cañadones reparados, crecen arbustos como molles, duraznillos, algarrobos y calafates (ambos con frutos comestibles).

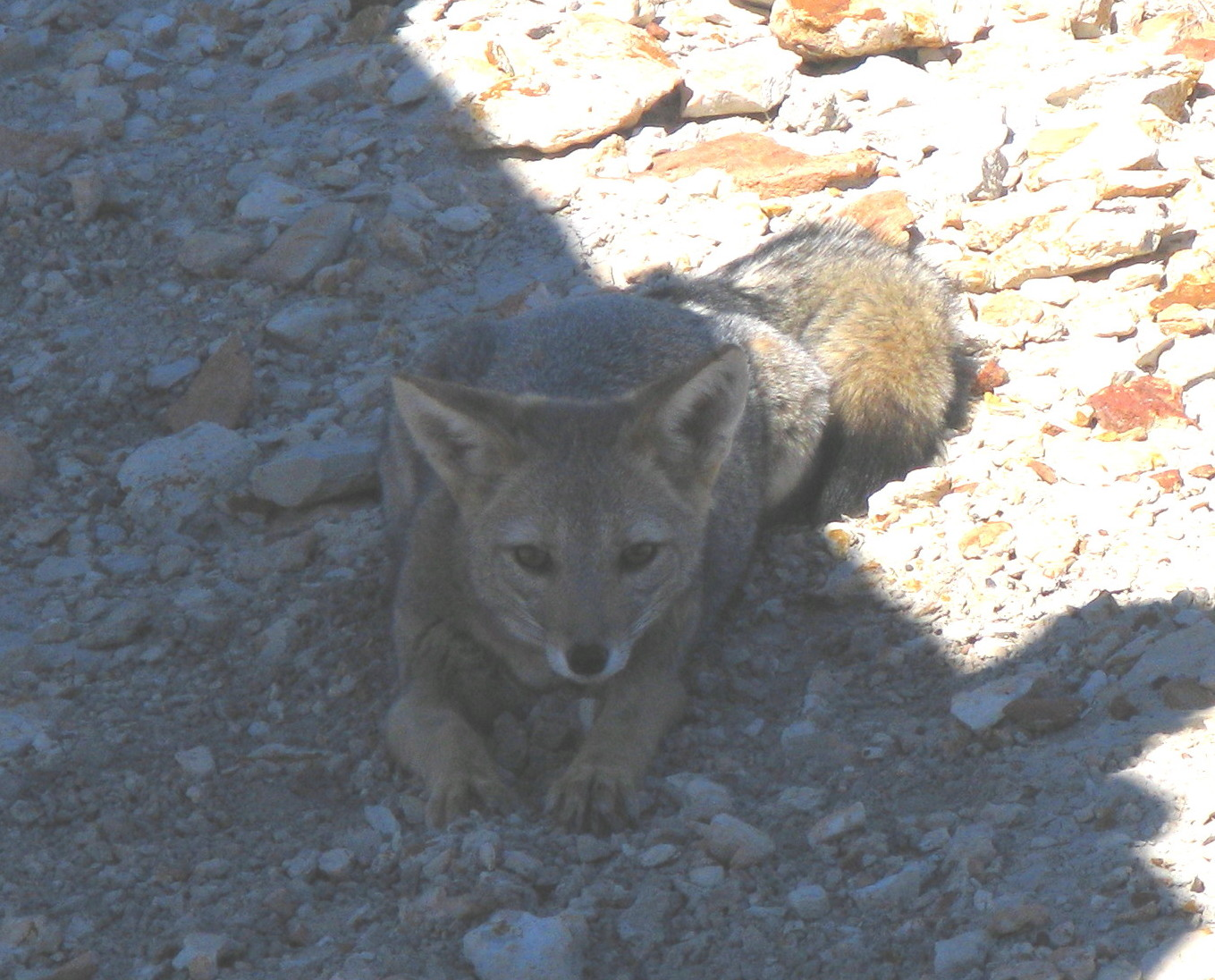
Zorro colorado patagónico.

## Infraestructura y turismo

### Accesos
El acceso al área se encuentra sobre la Ruta Nacional 3, entre las localidades de Jaramillo, al norte, y Puerto San Julián, al sur. A la altura del km 2074 de esta RN 3, nace la Ruta Provincial 49, que tras un recorrido de 50 km llega hasta la Seccional de Guardaparques del parque nacional, donde se encuentra la Sala de Visitantes y el Sendero Paleontológico que se recorre a pie.

### Paseos y servicios
El aprovisionamiento de agua potable, alimentos, y combustible para los visitantes se ve dificultado por la distancia a las poblaciones más cercanas, a 140 km de distancia —Jaramillo y Fitz Roy—, y desde el sur a 90 km —el paraje Tres Cerros—, todas por caminos de ripio. 
En el parque no se permite acampar, se puede pernoctar en el camping privado a 20 km del lugar, sobre el camino de acceso. El sendero peatonal recorre 2 km, donde se pueden apreciar grandes ejemplares de araucarias petrificadas. Además, el circuito ofrece la posibilidad de realizar un recorrido corto de fácil tránsito para todo público. Es de acceso gratuito. 
El lugar permanece abierto durante todo el año.

## Emblema

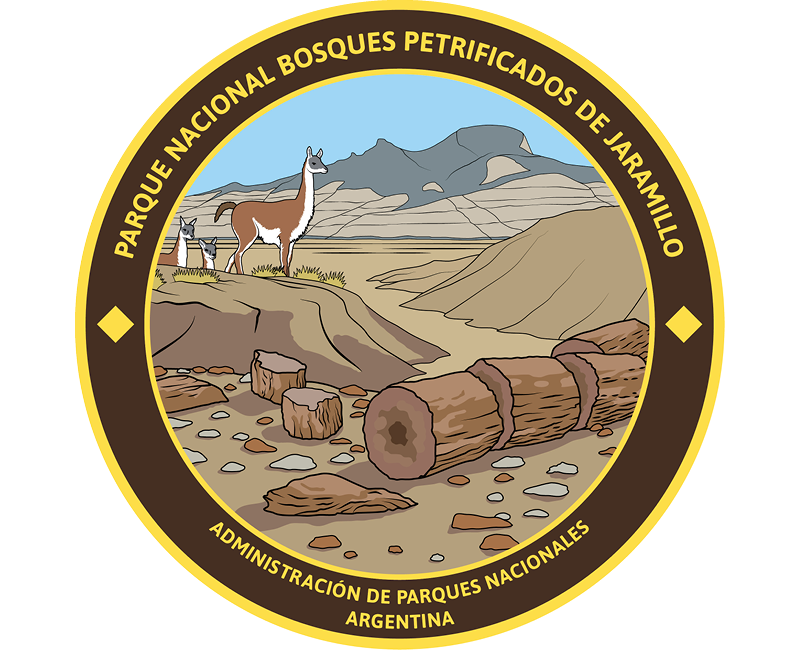
emblema del parque

En el emblema o logo del parque se muestran un guanaco (Lama guanicoe), algunos troncos fósiles de araucarias
y el cerro de origen volcánico Madre e Hija, distintivo en el paisaje del Parque Nacional.